# Brod Moravice
Pour les articles homonymes, voir Moravice.
Brod Moravice est un village et une municipalité située dans le comitat de Primorje-Gorski Kotar, en Croatie. Au recensement de 2001, la municipalité comptait 985 habitants, dont 96,35 % de Croates et le village seul comptait 408 habitants.

## Localités
La municipalité de Brod Moravice compte 38 localités :
| - Brod Moravice - Colnari - Čučak - Delači - Doluš - Donja Dobra - Donja Lamana Draga - Donji Šajn - Donji Šehovac - Goliki - Gornja Lamana Draga - Gornji Kuti - Gornji Šajn | - Gornji Šehovac - Goršeti - Kavrani - Klepeće Selo - Kocijani - Lokvica - Maklen - Male Drage - Moravička Sela - Naglići - Nove Hiže - Novi Lazi - Pauci | - Planica - Podgorani - Podstene - Razdrto - Smišljak - Stari Lazi - Šepci Podstenski - Šimatovo - Vele Drage - Zahrt - Zavrh - Završje |